# Carex crassibasis
Carex crassibasis är en halvgräsart som beskrevs av Augustin Abel Hector Léveillé och Eugène Vaniot. Carex crassibasis ingår i släktet starrar, och familjen halvgräs. Inga underarter finns listade i Catalogue of Life.